# Roseofavolus eos
Roseofavolus eos är en svampart som först beskrevs av Corner, och fick sitt nu gällande namn av T. Hatt. 2003. Roseofavolus eos ingår i släktet Roseofavolus och familjen Polyporaceae.   Inga underarter finns listade i Catalogue of Life.